# 伊万·谢利福诺夫
伊万·伊万诺维奇·谢利福诺夫（俄语：Иван Иванович Селифонов，1922年12月23日—2019年3月7日），苏联军事飞行员。苏联英雄。乌克兰武装部队少将。

## 生平
1922年12月生于卡卢加省。1941年参加工农红军。1942年9月毕业于斯大林格勒军事飞行员学校。1942年12月，成为西南方面军第17航空集团军第3混合航空军歼击航空兵第207师歼击航空兵第814团的一名飞行员。1943年1月至2月参加了沃羅涅日戰役，2月12日在斯拉维扬斯克附近的一场空战中成功击落第一架敌机，被授予红星勋章。之后还参加了库尔斯克会战，解放了卢甘斯克、利西昌斯克、頓涅茨克、哈爾科夫、第聂伯罗、尼古拉耶夫、敖德薩、利沃夫等城市。1943年7月，所在团改编为近卫歼击航空兵第106团，该师成为近卫歼击航空兵第11师。战争期间总共出击300余架次，个人击落6架敌机，合作击落2架敌机。1945年6月27日被授予苏联英雄称号。
1974年退役，在基辅定居。2008年5月5日被授予乌克兰武装部队少将军衔。2019年3月7日在基辅去世。